# Staré Sedlo (Plzeň)
Staré Sedlo é uma comuna checa localizada na região de Plzeň, distrito de Tachov.